# 中国人民解放军第十师
中国人民解放军第十师，是中国人民解放军曾经的一个师。
1949年2月，西北野战军第4纵队警备第1旅与骑兵第6师第1团合编为中国人民解放军第4军第10师，下辖第28、第29、第30团，师长高锦纯，政委左爱。其前身是1939年12月组建的八路军留守兵团警备第1旅。抗日战争时期，该师及其前身部队长期执行保卫陕甘宁边区的任务。解放战争时期，参加了延安保卫战、宜川、西府陇东、荔北、陕中、扶眉、兰州等重要战役战斗。30团在扶眉战役和兰州战役中，连续荣获第2兵团"能攻能守英雄团"和第1野战军"长攻善守英雄团"荣誉称号。1952年7月，师部改编为炮兵第10师师部（现为沈阳军区陆军第16集团军炮兵旅），28团改为工程兵部队，29团、30团（红军团）编入第11师，其30团改为11师30团（1953年4月改为第31团）。